# Estación de Quai de la Gare
Quai de la Gare es una estación de la línea 6 del metro de París situada en el XIII distrito de la ciudad junto al puente de Bercy. 

## Historia
La estación fue abierta el 1 de marzo de 1909 como parte de la línea 2 sur, una línea que poco después pasaría a ser la línea 5 y finalmente la 6. 
La estación debe su nombre al muelle de la estación (en francés, quai de la Gare), que es una de las calles que bordean el río Sena y que se encuentra cerca de la estación de Bercy

## Descripción
Se compone de dos andenes laterales de 75 metros de longitud y de dos vías. 
Quai de la Gare es otra de las muchas estaciones aéreas de la línea ya que se encuentra sobre un largo viaducto.  Está resguardada por un clásico tejado en pico de dos vertientes cuyo tramo central, el situado sobre las vías, es transparente. Un entramado de vigas y columnas de acero apoyadas en las paredes de la estación sostienen toda la estructura. Las paredes, por su parte, están revestidas de azulejos blancos biselados. 
La iluminación corre a cargo del modelo new néons exterieur, una versión renovada de la iluminación antes empleada en las estaciones exteriores. Los puntos de luz, con forma de cilindro, se ubican bajo la viga principal que soporta el techo en cada andén.
La señalización por su parte, usa la moderna tipografía Parisine donde el nombre de la estación aparece en letras blancas sobre un panel metálico de color azul. Por último, los asientos, de estilo Motte, combinan pequeñas zonas semicirculares de cemento que sirven de banco improvisado con algunos asientos individualizados de color gris que se sitúan sobre dichas estructuras.

## Acceso
La estación dispone de un único acceso situado en el bulevar Vincent Auriol.